# Wereldkampioenschappen kunstschaatsen 1955
De Wereldkampioenschappen kunstschaatsen 1955 werden gevormd door vier toernooien die door de Internationale Schaatsunie werden georganiseerd.
Voor de mannen was het de 46e editie, voor de vrouwen de 36e, voor de paren de 34e en voor de ijsdansers de vierde editie. De kampioenschappen vonden plaats van 15 tot en met 18 februari in Wenen, Oostenrijk. Wenen was voor de negende keer gaststad voor een WK toernooi. Oostenrijk was voor de tiende keer het gastland, in 1908 was Troppau gaststad voor het mannen- en vrouwentoernooi. De mannen streden voor de zesde keer, de vrouwen voor de vijfde keer, de paren voor de vierde keer en de ijsdansers voor de eerste keer om de wereldtitel in Wenen.

## Deelname
Er namen deelnemers uit twaalf landen deel aan deze kampioenschappen. Zij vulden een recordaantal van 63 startplaatsen in.
Voor Nederland kwamen de debutanten Joan Haanappel en Sjoukje Dijkstra uit bij de vrouwen en het paar Catharine Odink / Jacobus Odink nam deel aan het ijsdansen.
(Tussen haakjes het totaal aantal startplaatsen in de vier toernooien.)
| Verenigde Staten (13) Oostenrijk (10) Verenigd Koninkrijk (8) Canada (6) | West-Duitsland (6) Frankrijk (5) Tsjecho-Slowakije (4) Hongarije (3) | Nederland (3) Italië (2) Zwitserland (2) Australië (1) |

## Medailleverdeling
Bij de mannen stonden voor de vijfde keer drie landgenoten op het erepodium. In 1925, 1927 en 1928 waren het Oostenrijkers, in 1952 en dit jaar Amerikanen. Hayes Alan Jenkins prolongeerde de wereldtitel, het was zijn derde titel oprij. Het was zijn vijfde medaille, in 1950 en 1952 won hij beide keren brons. Ronald Robertson (tweede) en David Jenkins (derde) namen voor de eerste keer plaats op het erepodium. Hayes Alan en David waren broers, het was voor het eerst dat twee broers in hetzelfde jaar op het erepodium plaatsnam.
Bij de vrouwen werd de Amerikaanse Tenley Albright voor de tweede keer wereldkampioene, in 1953 werd ze dit voor de eerste keer. Het was haar derde opeenvolgende medaille, in 1954 werd ze tweede. Haar landgenote Carol Heiss (tweede) en de Oostenrijkse Hanna Eigel (derde) namen voor de eerste keer plaats op het erepodium.
Bij het paarrijden prolongeerde het Canadese paar Frances Dafoe / Norris Bowden de wereldtitel. Ze stonden voor het derde opeenvolgende jaar op het podium, in 1953 werden ze tweede. Het Oostenrijkse paar Sissy Schwarz / Kurt Oppelt, in 1954 derde, werden dit jaar tweede, het was ook hun tweede medaille. Het Hongaarse paar, broer en zus, Marianne en László Nagy namen voor de derde keer plaats op het erepodium, na 1950 en 1953 werden ze dit jaar voor de derde keer derde.
Bij het ijsdansen stond voor het eerst drie paren uit een land op het erepodium. Het betrof drie Britse paren. Hiervan werden Jean Westwood / Lawrence Demmy voor de vierde opeenvolgende keer wereldkampioen. Paul Thomas veroverde net als in 1954 dit jaar de zilveren medaille, in 1954 nog met schaatspartner Nesta Davies, dit jaar met zijn nieuwe schaatspartner Pamela Weight. Barbara Radford / Raymond Lockwood op plaats drie wonnen hun eerste medaille.
| Discipline | Goud                           | Zilver                      | Brons                              |
| ---------- | ------------------------------ | --------------------------- | ---------------------------------- |
| Mannen     | Hayes Alan Jenkins             | Ronald Robertson            | David Jenkins                      |
| Vrouwen    | Tenley Albright                | Carol Heiss                 | Hanna Eigel                        |
| Paren      | Frances Dafoe / Norris Bowden  | Sissy Schwarz / Kurt Oppelt | Marianne Nagy / László Nagy        |
| IJsdansen  | Jean Westwood / Lawrence Demmy | Pamela Weight / Paul Thomas | Barbara Radford / Raymond Lockwood |

## Uitslagen
| #      | naam (deelname)        | land                                  | pc  |
| ------ | ---------------------- | ------------------------------------- | --- |
| Goud   | Hayes Alan Jenkins (7) | Vlag van Verenigde Staten (1912-1959) | 11  |
| Zilver | Ronald Robertson (3)   | Vlag van Verenigde Staten (1912-1959) | 16  |
| Brons  | David Jenkins (2)      | Vlag van Verenigde Staten (1912-1959) | 28  |
| 4      | Alain Giletti (4)      | Vlag van Frankrijk                    | 37  |
| 5      | Karol Divín            | Vlag van Tsjecho-Slowakije            | 58  |
| 6      | Michael Booker (3)     | Vlag van Verenigd Koninkrijk          | 58  |
| 7      | Norbert Felsinger (2)  | Vlag van Oostenrijk                   | 60  |
| 8      | Charles Snelling (2)   | Vlag van Canada 1921-1957             | 69  |
| 9      | Alain Calmat (2)       | Vlag van Frankrijk                    | 79  |
| 10     | Hugh Graham (2)        | Vlag van Verenigde Staten (1912-1959) | 103 |
| 11     | István Szenes          | Vlag van Hongarije (1949-1956)        | 103 |
| 12     | Hans Müller            | Vlag van Zwitserland                  | 114 |
| 13     | Tilo Gutzeit           | Vlag van Bondsrepubliek Duitsland     | 114 |
| 14     | Brian Edward Tuck      | Vlag van Verenigd Koninkrijk          | 119 |

| #      | naam (deelname)              | land                                  | pc     |
| ------ | ---------------------------- | ------------------------------------- | ------ |
| Goud   | Tenley Albright (5)          | Vlag van Verenigde Staten (1912-1959) | 9      |
| Zilver | Carol Heiss (2)              | Vlag van Verenigde Staten (1912-1959) | 28     |
| Brons  | Hanna Eigel (2)              | Vlag van Oostenrijk                   | 29     |
| 4      | Ingrid Wendl (2)             | Vlag van Oostenrijk                   | 41     |
| 5      | Erica Batchelor (4)          | Vlag van Verenigd Koninkrijk          | 43     |
| 6      | Carole Jane Pachl (2)        | Vlag van Canada 1921-1957             | 58     |
| 7      | Patricia Firth               | Vlag van Verenigde Staten (1912-1959) | 59     |
| 8      | Yvonne Sugden (4)            | Vlag van Verenigd Koninkrijk          | 64     |
| 9      | Ann Johnston (2)             | Vlag van Canada 1921-1957             | 77     |
| 10     | Catherine Machado            | Vlag van Verenigde Staten (1912-1959) | 87     |
| 11     | Rose Pettinger (3)           | Vlag van Bondsrepubliek Duitsland     | 105    |
| 12     | Dawn Hunter                  | Vlag van Australië                    | 121    |
| 13     | Ilse Musyl                   | Vlag van Oostenrijk                   | 129    |
| 14     | Dagmar Lerchova-Rehakova (4) | Vlag van Tsjecho-Slowakije            | 126    |
| 15     | Joan Haanappel               | Vlag van Nederland                    | 130    |
| 16     | Fiorella Negro (2)           | Vlag van Italië                       | 141    |
| 17     | Alice Fischer                | Vlag van Zwitserland                  | 158.5  |
| 18     | Miroslava Nachodska          | Vlag van Tsjecho-Slowakije            | 162    |
| 19     | Maryvonne Huet               | Vlag van Frankrijk                    | 162.5  |
| 20     | Erika Rucker (2)             | Vlag van Bondsrepubliek Duitsland     | 175    |
| 21     | Sjoukje Dijkstra             | Vlag van Nederland                    | 166    |
| -      | Hanna Walter                 | Vlag van Oostenrijk                   | t.z.t. |

| #      | naam (deelname)                         | land                                  | pc   |
| ------ | --------------------------------------- | ------------------------------------- | ---- |
| Goud   | Frances Dafoe (4) Norris Bowden (4)     | Vlag van Canada 1921-1957             | 17.5 |
| Zilver | Sissy Schwarz (4) Kurt Oppelt (4)       | Vlag van Oostenrijk                   | 17.5 |
| Brons  | Marianne Nagy (5) László Nagy (5)       | Vlag van Hongarije (1949-1956)        | 28   |
| 4      | Carole Ann Ormaca (2) Robert Geiner (2) | Vlag van Verenigde Staten (1912-1959) | 46   |
| 5      | Barbara Wagner Robert Paul              | Vlag van Canada 1921-1957             | 65   |
| 6      | Věra Suchánková Zdeněk Doležal          | Vlag van Tsjecho-Slowakije            | 66.5 |
| 7      | Marika Killius Franz Ningel             | Vlag van Bondsrepubliek Duitsland     | 68.5 |
| 8      | Lucile Ash Sully Kothman                | Vlag van Verenigde Staten (1912-1959) | 70.5 |
| 9      | Alice Zettel Klaus Loichinger (3)       | Vlag van Bondsrepubliek Duitsland     | 70.5 |
| 10     | Liesl Ellend Konrad Lienert             | Vlag van Oostenrijk                   | 83   |
| 11     | Eva Szőllősy (2) Gabor Vida (2)         | Vlag van Hongarije (1949-1956)        | 82   |
| 12     | Jean Higson (3) Robert Hudson (3)       | Vlag van Verenigd Koninkrijk          | 87   |

| #      | naam (deelname)                          | land                                  | pc  |
| ------ | ---------------------------------------- | ------------------------------------- | --- |
| Goud   | Jean Westwood (4) Lawrence Demmy (4)     | Vlag van Verenigd Koninkrijk          | 7   |
| Zilver | Pamela Weight Paul Thomas (3)            | Vlag van Verenigd Koninkrijk          | 14  |
| Brons  | Barbara Radford (2) Raymond Lockwood (2) | Vlag van Verenigd Koninkrijk          | 21  |
| 4      | Carmel Bodel (4) Edward Bodel (4)        | Vlag van Verenigde Staten (1912-1959) | 30  |
| 5      | Joan Zamboni Roland Junso                | Vlag van Verenigde Staten (1912-1959) | 34  |
| 6      | Phyllis Forney (2) Martin Forney (2)     | Vlag van Verenigde Staten (1912-1959) | 43  |
| 7      | Fanny Besson Jean Paul Guhel             | Vlag van Frankrijk                    | 50  |
| 8      | Sigrid Knacke Günther Koch               | Vlag van Bondsrepubliek Duitsland     | 69  |
| 9      | Lucia Fischer Rudolf Zorn                | Vlag van Oostenrijk                   | 69  |
| 10     | Bona Giammona Giancarlo Sioli            | Vlag van Italië                       | 75  |
| 11     | Lindis Johnston Jeffrey Johnston         | Vlag van Canada 1921-1957             | 77  |
| 12     | Catharine Odink (3) Jacobus Odink (3)    | Vlag van Nederland                    | 84  |
| 13     | Claude Gisela Weinstein Claude Lambert   | Vlag van Frankrijk                    | 80  |
| 14     | Edith Peikert (2) Hans Kutschera (3)     | Vlag van Oostenrijk                   | 83  |
| 15     | Luise Lehner Georg Lenitz                | Vlag van Oostenrijk                   | 104 |

Medaillewinnaars

Mannen · 
Vrouwen ·
Paren · 
IJsdansen

 Toernooi

1896 · 
1897 · 
1898 · 
1899 · 
1900 · 
1901 · 
1902 · 
1903 · 
1904 · 
1905 · 
1906 · 
1907 · 
1908 · 
1909 · 
1910 · 
1911 · 
1912 · 
1913 · 
1914 · 
1915-1921 · 
1922 · 
1923 · 
1924 · 
1925 · 
1926 · 
1927 · 
1928 · 
1929 · 
1930 · 
1931 · 
1932 · 
1933 · 
1934 · 
1935 · 
1936 · 
1937 · 
1938 · 
1939 ·
1940-1946 · 
1947 · 
1948 · 
1949 · 
1950 · 
1951 · 
1952 · 
1953 · 
1954 · 
1955 · 
1956 · 
1957 · 
1958 · 
1959 · 
1960 · 
1961 · 
1962 · 
1963 · 
1964 · 
1965 · 
1966 · 
1967 · 
1968 · 
1969 · 
1970 · 
1971 · 
1972 · 
1973 · 
1974 · 
1975 · 
1976 · 
1977 · 
1978 · 
1979 · 
1980 · 
1981 · 
1982 · 
1983 · 
1984 · 
1985 · 
1986 · 
1987 · 
1988 · 
1989 · 
1990 · 
1991 · 
1992 · 
1993 · 
1994 · 
1995 ·
1996 · 
1997 · 
1998 · 
1999 · 
2000 · 
2001 · 
2002 · 
2003 · 
2004 · 
2005 · 
2006 ·
2007 ·
2008 ·
2009 ·
2010 ·
2011 ·
2012 ·
2013 ·
2014 ·
2015 ·
2016 ·
2017 ·
2018 ·
2019 · 
2020 · 
2021 ·
2022 ·
2023 ·
2024

 ISU-kampioenschappen

WK kunstschaatsen junioren ·
EK kunstschaatsen ·
Viercontinentenkampioenschap ·
Olympische Spelen